# Fährstraße (Bremen)

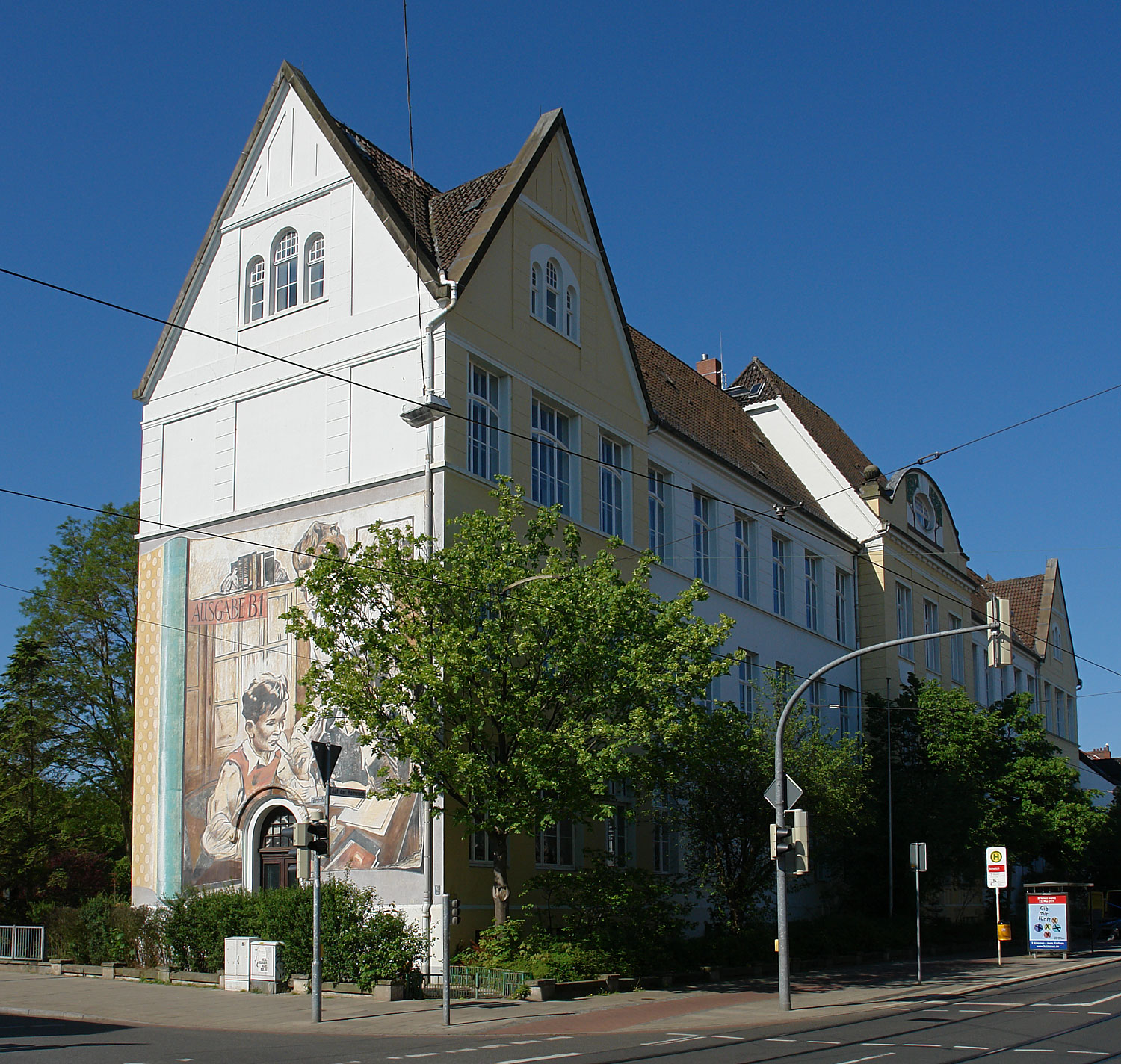
Schule Auf der Hohwisch

Die  Fährstraße ist eine historische Straße in Bremen Stadtteil Hemelingen, Ortsteil Hastedt. Sie führt in Nord-Süd-Richtung von der Ludwig-Quidde-Straße zum Eberleinweg.
Sie gliedert sich in die Teilbereiche
- Hastedter Heerstraße bis Auf der Hohwisch/Fleetrade  und
- Hohwisch/Fleetrade  bis Hastedter Osterdeich.

Die Querstraßen und Anschlussstraßen wurden benannt u. a. als  Ludwig-Quidde-Straße 1958 nach dem  Friedensnobelpreisträger, Historiker und Politiker (vormals Beginn der Straße Schosterborn, benannt nach dem Bauunternehmer), Hastedter Heerstraße früher die alte Poststraße, Goslarer Straße, Auf der Hohwisch nach einer Flurbezeichnung einer hohen Wisch = hohe Wiese, Fleetrade nach einem alten Fleet als Wasserlauf, wobei die niederdeutsche Silbe Trade für Weg steht, Suhrfeldstraße nach einer örtlichen Flurbezeichnung, Hastedter Osterdeich nach dem östlichen Weserdeich von 1881 und Eberleinweg; ansonsten siehe beim Link zu den Straßen.

## Geschichte

### Name
Die Fährstraße führte früher zu einer Fährverbindung vom Hastedter Bulten über die Weser nach Habenhausen.

### Entwicklung
Das Dorf Herstede wurde zuerst 1226 erwähnt. Es gehörte zum Erzstift und Herzogtum Bremen, im 15. Jahrhundert zur Gografschaft Achim und 1649 zum  Herzogtum Bremen. Seit 1803 ist Hastedt eine Landgemeinde von Bremen und wurde 1902 in die Stadt Bremen eingemeindet.
Die ersten Häuser wurden im nördlichen Bereich der Straße gebaut. Als Folge des großen Deichbruchs von 1830 wurde als Hochwasserschutz und Straßenverbindung der Osterdeich (1850 bis 1893) angelegt. Das südliche Überflutungsgebiet konnte nun auch besiedelt werden.

Auf der Hohwisch/Ecke Fährstraße entstand 1903 die Schule Auf der Hohwisch, die als Volksschule, nach 1945 als Oberschule und ab 1968 als Grundschule genutzt wurde.

### Verkehr
Seit 1879 tangierte die Große Bremer Pferdebahn die Straße mit einer Linie, die nach Hastedt führte. 1900 wurde die Bahn elektrifiziert und 1908 Liniennummern 1 bis 8 eingeführt.
Die Straßenbahn Bremen tangiert heute die Straße mit der Linie 2 (Gröpelingen – Sebaldsbrück) der Linie 3 (Gröpelingen – Weserwehr) und der Linie 10 (Gröpelingen – Hauptbahnhof – Sebaldsbrück).

## Gebäude und Anlagen
In der Straße stehen überwiegend zweigeschossige Häuser, die fast alle mit der Traufe zur Straße ausgerichtet sind. Viele Häuser sind nach 1950 entstanden.
Bremer Baudenkmale

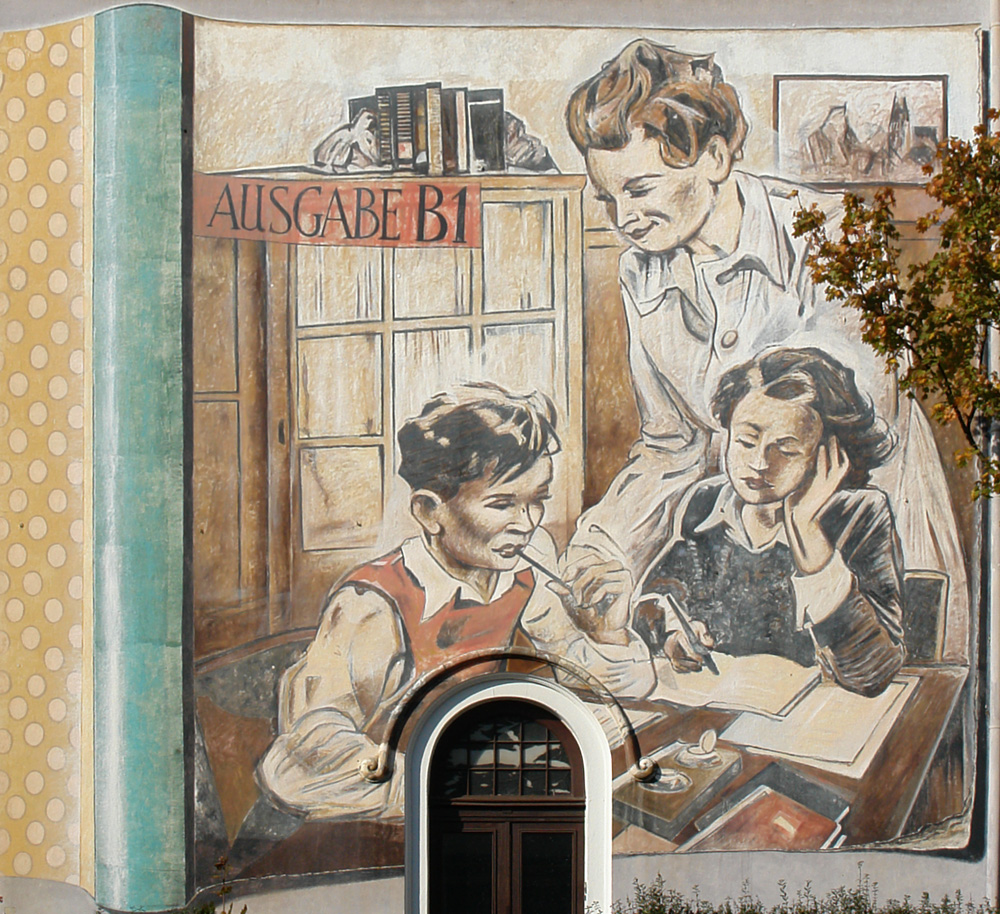
Wandbild Frere Jacques

- Hohwisch 61–62/Ecke Fährstraße: 3-gesch., verputzte Schule Auf der Hohwisch von 1903 im Jugendstil nach Plänen von Baurat Hugo Weber; Wandbild zur Fährstraße von 1987 mit dem Titel „Frère Jacques, dormez-vous?“ von Jub Mönster mit einem Motiv des Schullebens. Seit 1983 ist zudem das Schulmuseum Bremen mit der Schulgeschichtlichen Sammlung in der Schule untergebracht.[1]

Erwähnenswerte Gebäude und Anlagen
Westseite
- N. 1B: 2-gesch. Wohnhaus mit Veranda und außermittigem barockisierenden Schweifgiebel aus der Zeit des Historismus
- Nr. 1C und 1D: Zwei 2-gesch. Wohnhäuser von um 1900 mit Erker und Veranda
- Nr. 11: 2-gesch. verputztes Wohnhaus mir reicher Fassadendekoration von um 1900
- Nr. 25 Ecke Auf der Hohwisch: 3-gesch. verputztes Wohn- und Geschäftshaus (Fährhalle) von um 1910
- Schule und Schulhof s. oben

Ostseite
- Nr. 4D und 6: Zwei 2-gesch. verputzte Wohnhäuser als Bremer Häuser; Nr. 6 mit Zwerchgiebel
- Nr. 10 bis 14: Vier 2-gesch. verputzte Doppelhäuser mit 3-gesch. Mittelteil

Kunstobjekte
- Wandbild an der Schule: siehe oben